# Tusse

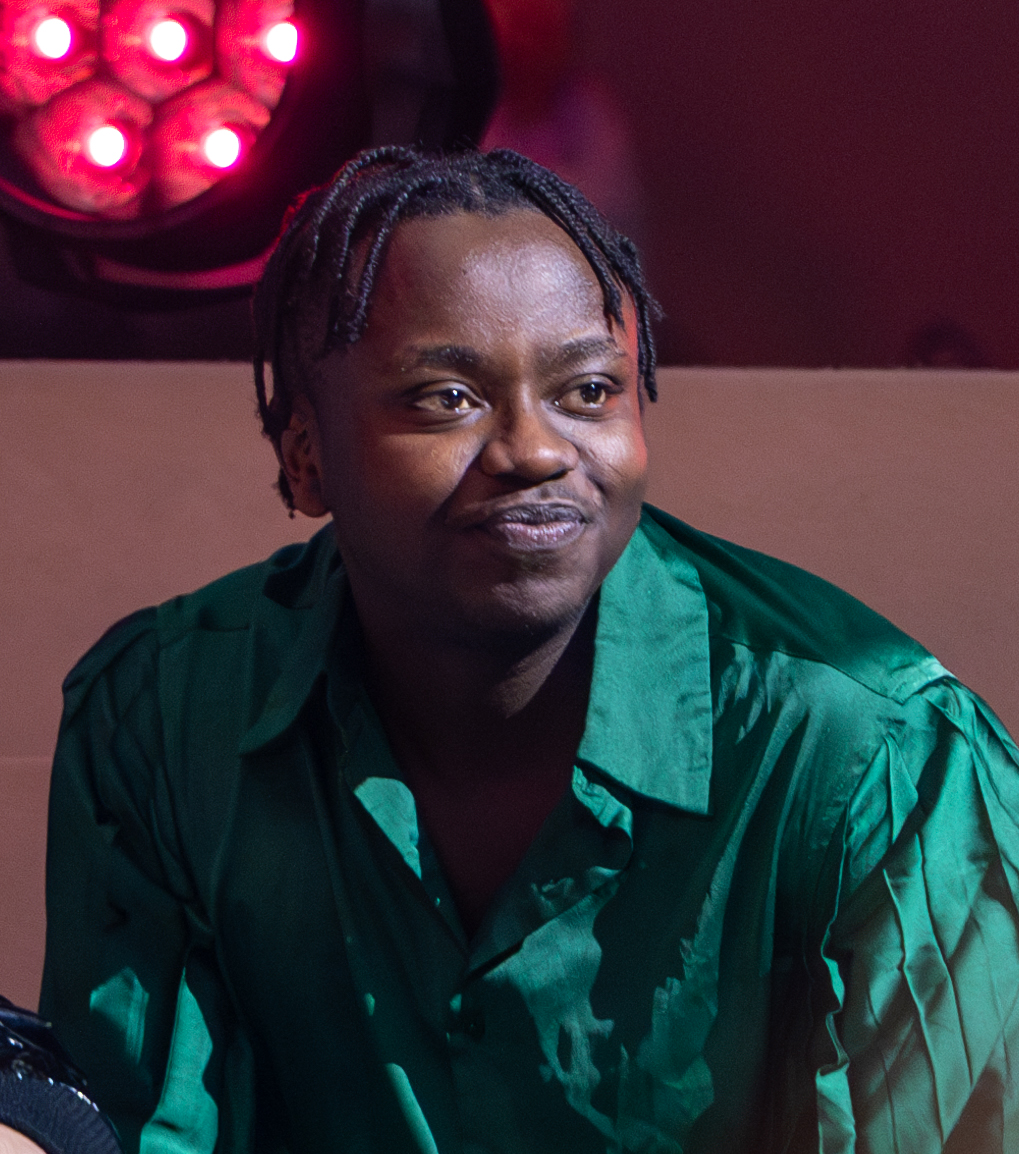
Tusse Chiza (2025)

Tusse (eigentlich: Toussaint Chiza; * 1. Januar 2002) ist ein schwedischer Popsänger. Er gewann die 15. Staffel der schwedischen Castingshow Idol und vertrat Schweden beim Eurovision Song Contest 2021 in Rotterdam.

## Leben
Tousin Chiza wurde in der Demokratischen Republik Kongo geboren. Als Kind floh er aus seiner Heimat. Er kam ohne seine Eltern nach Schweden und lebte seine ersten Jahre in Nora und Västerås, bevor er schließlich zu einer Familie in das kleine Dorf Kullsbjörken zog.
Tusse nahm 2018 an der TV4-Talentshow Talang Sverige teil und schaffte es in eines der Halbfinale des Wettbewerbs. Im folgenden Jahr nahm Tusse an Idol 2019 (schwedische Version von Deutschland sucht den Superstar) teil, bei der er es ins Finale in der Globen Arena schaffte. Dort landete er vor Freddie Liljegren auf dem ersten Platz. Daraufhin veröffentlichte Tusse seine erste Single Rain. Im Jahr darauf veröffentlichte er weitere Singles, unter anderem Crash.
Im Dezember 2020 wurde bekannt gegeben, dass Tusse mit dem Song Voices beim Melodifestivalen 2021, dem schwedischen Vorentscheid zum Eurovision Song Contest, teilnehmen wird. Er trat im dritten Halbfinale an und qualifizierte sich für das Finale. Am 13. März 2021 gewann Tusse das Melodifestivalen und wurde somit Schwedens Teilnehmer beim Eurovision Song Contest 2021. Er konnte sich auch dort für das Finale qualifizieren und erreichte schließlich den 14. Platz.

## Diskografie

### Singles
| Jahr | Titel Album | Höchstplatzierung, Gesamtwochen, AuszeichnungChartplatzierungen (Jahr, Titel, Album, Platzierungen, Wochen, Auszeichnungen, Anmerkungen) | Höchstplatzierung, Gesamtwochen, AuszeichnungChartplatzierungen (Jahr, Titel, Album, Platzierungen, Wochen, Auszeichnungen, Anmerkungen) | Höchstplatzierung, Gesamtwochen, AuszeichnungChartplatzierungen (Jahr, Titel, Album, Platzierungen, Wochen, Auszeichnungen, Anmerkungen) | Anmerkungen                            |
| Jahr | Titel Album | DE | CH | SE | Anmerkungen                            |
| ---- | ----------- | --- | --- | --- | -------------------------------------- |
| 2019 | Rain –      | — | — | SE63 Gold · (4 Wo.)SE | Erstveröffentlichung: 3. Dezember 2019 |
| 2021 | Voices –    | DE— aDE | CH66 (1 Wo.)CH | SE1 ×2Doppelplatin · (26 Wo.)SE | Erstveröffentlichung: 27. Februar 2021 |

Weitere Lieder
- 2019: How Will I Know (Original: Whitney Houston)
- 2020: Innan du går
- 2020: Jag tror på sommaren
- 2020: Crash
- 2021: Grow
- 2021: This Is Our Christmas Song
- 2022: Happiness Before Love
- 2022: Dream of Gold
- 2022: I Wanna Be Someone Who’s Loved
- 2023: Home
- 2023: I Won’t Spend Christmas On My Own